# Eska Music Awards 2014
Eska Music Awards 2014 – trzynasta gala rozdania nagród Eska Music Awards odbyła się 22 sierpnia 2014 w Szczecinie.
Gala była nadawana na żywo na antenie TVP1, a poprowadził ją Krzysztof „Jankes” Jankowski w towarzystwie modelek – Pauli Tumali i Malwiny Ciszewskiej.

## Nominacje
| Najlepsza artystka                                                     | Najlepszy artysta |
| ---------------------------------------------------------------------- | --- |
| - Sylwia Grzeszczak - Cleo - Ewelina Lisowska - Ewa Farna              | - Mrozu - Bob One - Mesajah - Bednarek |
| Najlepszy zespół                                                       | Najlepszy hit |
| - LemON - Piersi - Jamal - Red Lips                                    | - Donatan i Cleo – „My Słowianie” - Mesajah i Bednarek – „Szukając szczęścia” - Bob One i Bas Tajpan – „Daj z siebie wszystko” - Grzegorz Hyży i Tabb –„Na chwilę” |
| Najlepszy radiowy debiut                                               | Eska TV Award – Najlepsze video |
| - Grzegorz Hyży - Cleo - Patryk Kumór - Najlepszy Przekaz w Mieście    | - Mrozu i Sound’n’Grace – „Nic do stracenia” - Donatan i Cleo – „My Słowianie” - Donatan i Cleo feat. Sitek – „Cicha woda” - Margaret – „Wasted”                   |
| eskaGO Award – Najlepszy artysta w sieci                               | Nagroda specjalna |
| - Donatan i Cleo - Dawid Kwiatkowski - Grzegorz Hyży - Dawid Podsiadło | - Agnieszka Chylińska |

## Wystąpili
Podczas gali wystąpili:
- Doda – „Wrecking Ball”, „Blurred Lines”, „I Love It” i „Roar”
- Piersi – „Bałkanica”
- Faul & Wad Ad – „Changes”
- Mrozu feat. Sound’n’Grace – „Nic do stracenia”
- Sylwia Grzeszczak – „Księżniczka”
- Ewa Farna – „Znak”
- Fly Project – „Toca-Toca”
- Grzegorz Hyży – „Na chwilę”
- Elaiza – „Is It Right”
- Red Lips – „Love Me Again” i „To co nam było”
- Ewelina Lisowska – „We mgle”
- Agnieszka Chylińska – „Kiedy przyjdziesz do mnie”, „Winna” i „Nie mogę Cię zapomnieć”
- Donatan i Cleo – „My Słowianie” i „Cicha woda”
- Kasia Popowska – „Przyjdzie taki dzień”
- Enej – „Lili” i „Symetryczno-liryczna”
- Chlöe Howl – „Rumour”
- Najlepszy Przekaz w Mieście – „Zawsze do celu”
- Mesajah – „Szukając szczęścia”
- Margaret – „I Follow Rivers” i „Wasted”